# Дани Хилис
Уилям Даниел Хилис (на английски: William Daniel Hillis) е американски инженер.
Роден е на 25 септември 1956 година в Балтимор. През 1978 година получава бакалавърска степен по математика в Масачузетския технологичен институт, където по-късно защитава докторат в областта на паралелните изчисления и преподава. През 1983 година основава „Тинкинг Машинс Корпорейшън“, която през следващото десетилетие разработва някои от най-мощните суперкомпютри в света. След това работи по разнопосочни проекти, сред които технологии за увеселителни паркове за „Уолт Дисни Къмпани“, компактни центрове за данни с голям капацитет за „Сън Майкросистъмс“, публичната база данни Freebase, изследователски проекти в областта на протеомиката и други.